# Friedrich Wilhelm von der Mosel
Friedrich Wilhelm von der Mosel (* 1709; † 6. Februar 1777 in Moers) war ein preußischer Generalmajor.

## Leben

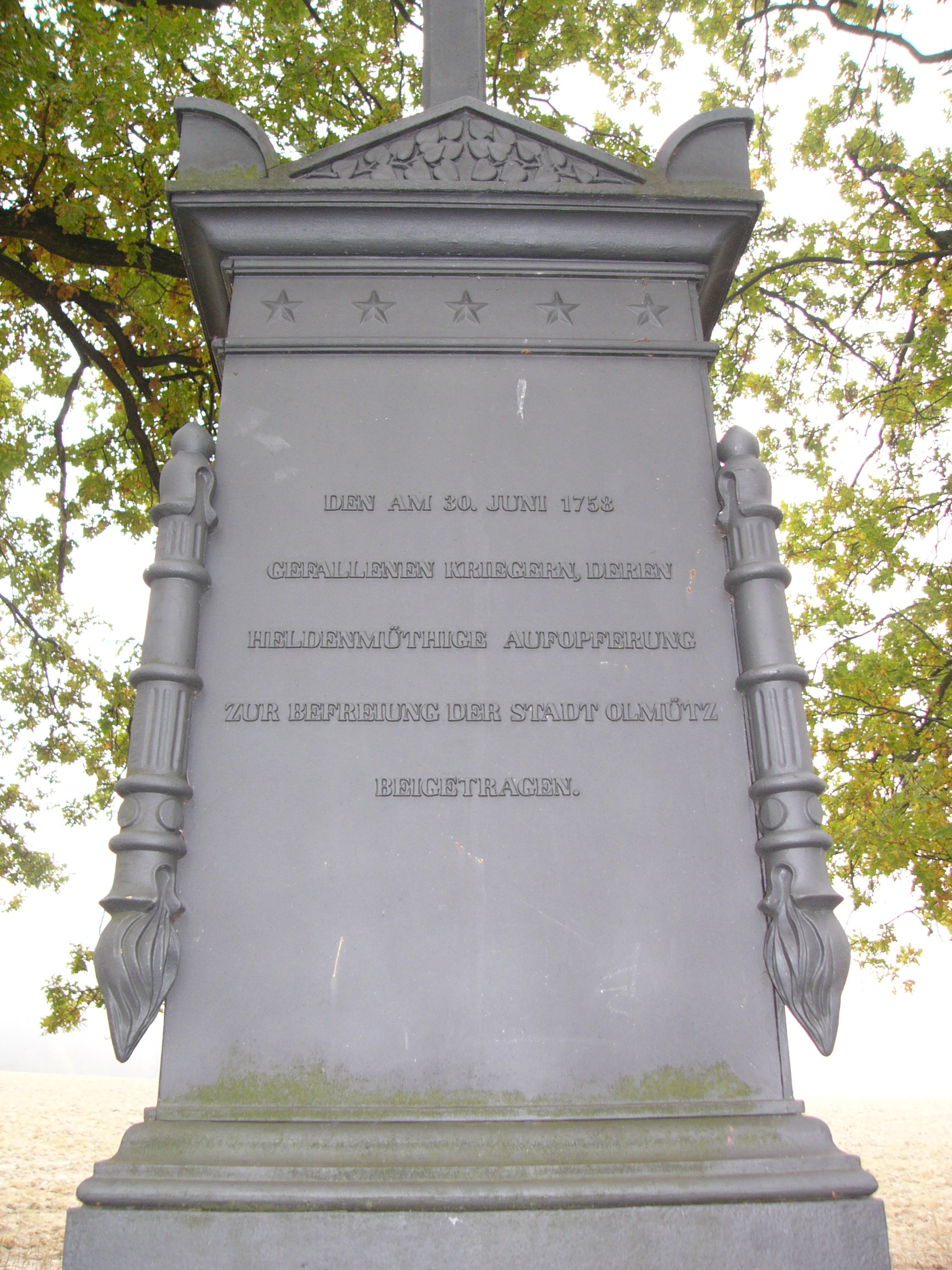
Inschrift an der Säule zur Erinnerung an das Gefecht bei Domstadtl

Friedrich Wilhelm bekam eine umfassende Ausbildung. Er studierte und machte eine Grand Tour nach Frankreich.
Nach seiner Rückkehr 1727 wurde er preußischer Fähnrich. 1729 wurde er Sekondelieutenant im Füselierregiment Dossow. Am 11. März 1734 wurde er Käpitan im Regiment Dohna, am 14. November 1748 wurde er Major und im April 1756 Oberstleutnant. Schon 1758 wurde er Oberst und 1759 wurde er zum Generalmajor ernannt. Er übernahm dabei das Regiment Pannewitz. In der Zeit von 1741 bis 1759 nahm er an allen Feldzügen teil und wurde nur 1745 in der Schlacht bei Hohenfriedberg verwundet.
1758 sollte er einen Transport von 4000 Wagen mit Versorgungsgütern für die Belagerung von Olmütz begleiten. Er hatte 11.000 bis 12.000 Mann unter seinem Kommando als der Konvoi von Neisse nach Olmütz aufbrach. Die Österreicher hatten aber Informationen über die anstehende Verstärkung bekommen. So kam es am 28. Juni 1758 zu schweren Kämpfen bei Nieder-Gundersdorf mit Truppen unter Laudon. Hier blieben die Preußen siegreich und sammelten sich erneut. Aber am 30. Juni griffen die Österreicher bei Domstadtl ca. fünf Kilometer vor Olmütz erneut an und dieses Mal sprengte Laudon den Konvoi. Der zur Unterstützung geschickte von Zieten kam zu spät. Nur 100 bis 200 Wagen kamen in Olmütz an, die Belagerung von Olmütz durch General Keith musste aufgegeben werden. Für von der Mosel hatte es keine persönlichen Konsequenzen. 1759 wurde er zum Generalmajor ernannt.
Aber am 20. November 1759 wurde er mit dem preußischen Korps Fink im Gefecht von Maxen eingeschlossen und geriet in österreichische Gefangenschaft. Nach dem Krieg wurde er – wie auch andere Generale, die in Maxen kapituliert hatten – von einem Kriegsgericht verurteilt. Er blieb aber bis zum Januar 1768 in der preußischen Armee. Nach seiner Entlassung ließ er sich in Moers nieder, wo er 1777 starb.

## Familie
Er war der Sohn von General Konrad Heinrich von der Mosel und war mit Johanna Elisabeth von Wobeser (* 1717; † 25. Oktober 1775) Tochter des Generals und Drost zur Moers Joachim Wocislaus von Wobeser (1685–1746) verheiratet. Das Paar hatte mehrere Kinder, darunter:
- Leopold Franz Karl Bogislav (* 11. Juli 1749; † 13. September 1796) ⚭ 1775 Freiin Susanne Christine Rebekka von Raesfeldt